# Gebhard Aders
Gebhard Christoph Aders (* 15. März 1939 in Düsseldorf) ist ein deutscher Archivar und Autor. Er war von 1978 bis 2002 Leiter der rechtsrheinischen Außenstelle Porz des Historischen Archivs der Stadt Köln.

## Leben
Der gebürtige Düsseldorfer, Sohn des Staatsarchivars Günter Aders, besuchte in Münster das Gymnasium Paulinum. Nach dem Abitur diente er zunächst einige Jahre als Zeitoffizier bei der Luftwaffe, bevor er sich 1965 entschied, Archivar zu werden. Nach einem Praktikum am Kreisarchiv Kempen begann er im Sommer 1965 seine Ausbildung am Stadtarchiv Bonn. 1968 legte er an der Archivschule Marburg die erste Prüfung für den gehobenen Archivdienst ab, im selben Jahr in Bonn die zweite Laufbahnprüfung.
1977 bot ihm die Stadt Köln die Stelle als Leiter der Außenstelle Porz des Historischen Archivs der Stadt Köln an. Dieses Amt hatte er von Januar 1978 bis Mai 2002 inne. 
Damit verbunden war die Tätigkeit als Schriftleiter für das vom Geschichts- und Heimatverein Rechtsrheinisches Köln herausgegebene Jahrbuch. Als Geschäftsführer dieses Vereins gelang es ihm, die Zahl der Mitglieder auf über 700 anzuheben und die Einnahmen so zu steigern, dass der Verein in den 1990er Jahren zwei Forschungsprojekte finanzieren konnte.
Einige Jahre nach seiner Pensionierung ließ er sich im Münsterländischen Altenberge nieder, wo er sich aktiv an der Ortsgeschichtsforschung und an der Betreuung des Gemeindearchivs beteiligte.

## Publikationen (Auswahl)
Aders’ Neigung galt zunächst der Militärgeschichte.
- Die Schlacht auf der Tönis- und Fischelner Heide 1758, in: Heimatbuch des Kreises Kempen-Krefeld, Kempen 1969.
- Bonn als Festung. Ein Beitrag zur Topographie der Stadt und zur Geschichte ihrer Belagerungen (= Veröffentlichungen des Stadtarchivs Bonn, Band 12), Bonn, 1973.
- Die rechtsrheinischen preußischen Befestigungen Kölns, in: Rechtsrheinisches Köln, Bd. 5, Köln 1979
- Geschichte der Deutschen Nachtjagd 1917–1945, Stuttgart 1977, 2. Aufl. Stuttgart 1978, englische Lizenzausgaben London 1979, 1982.
- Der Luftangriff der Royal Air Force am 4. Juli 1943 und die deutschen Abwehrmaßnahmen, in: Rechtsrheinisches Köln, Bd. 9/10, Köln 1983/84
- Jagdgeschwader 51 „Mölders“ – Eine Chronik. Stuttgart 1985.
- Kriegsereignisse im rechtsrheinischen Kölner Raum in den Jahren 1795 und 1796, in: Rechtsrheinisches Köln, Bd. 18, Köln 1992.
- Die Kölner Flugabwehr und ihre Schülersoldaten im Zweiten Weltkrieg,
- Teil 1–3, in: Rechtsrheinisches Köln, Band 19–21, Köln 1993–96.
- Der Luftkrieg gegen Köln – Legenden und Tatsachen, in: Jahrbuch des Kölnischen Geschichtsvereins, Bd. 75, Köln 2004
- Der Bombenkrieg – Strategien der Zerstörung, Köln 2004.
- In Martin Rüther: Köln im Zweiten Weltkrieg, Köln 2005, die Bearbeitung der Luftkriegsgeschichte.

Außerdem verfasste Aders 30 Zeitschriftenbeiträge und Monographien zur Kriegs-, besonders zur Luftkriegsgeschichte, in Deutschland, Großbritannien, USA, Frankreich, Italien und in der Tschechoslowakei.
In seine Zeit als Schriftleiter des Jahrbuchs „Rechtsrheinisches Köln“ fallen über 30 Beiträge zu unterschiedlichen Aspekten der rechtsrheinischen Lokalgeschichte. Für das Handbuch der Historischen Stätten Nordrhein-Westfalen verfasste er die Artikel über die rechtsrheinischen Kölner Vororte.